# Hofmark Rohrbach
Die Hofmark Rohrbach war eine Hofmark im Herzogtum Bayern, ab 1623 im Kurfürstentum Bayern bzw. ab 1806 im Königreich Bayern. Heute gehört die politische Gemeinde Rohrbach zum Landkreis Pfaffenhofen an der Ilm. Sitz der Hofmark war seit dem 16. Jahrhundert das damals neu errichtete Schloss Rohrbach.

## Geschichte

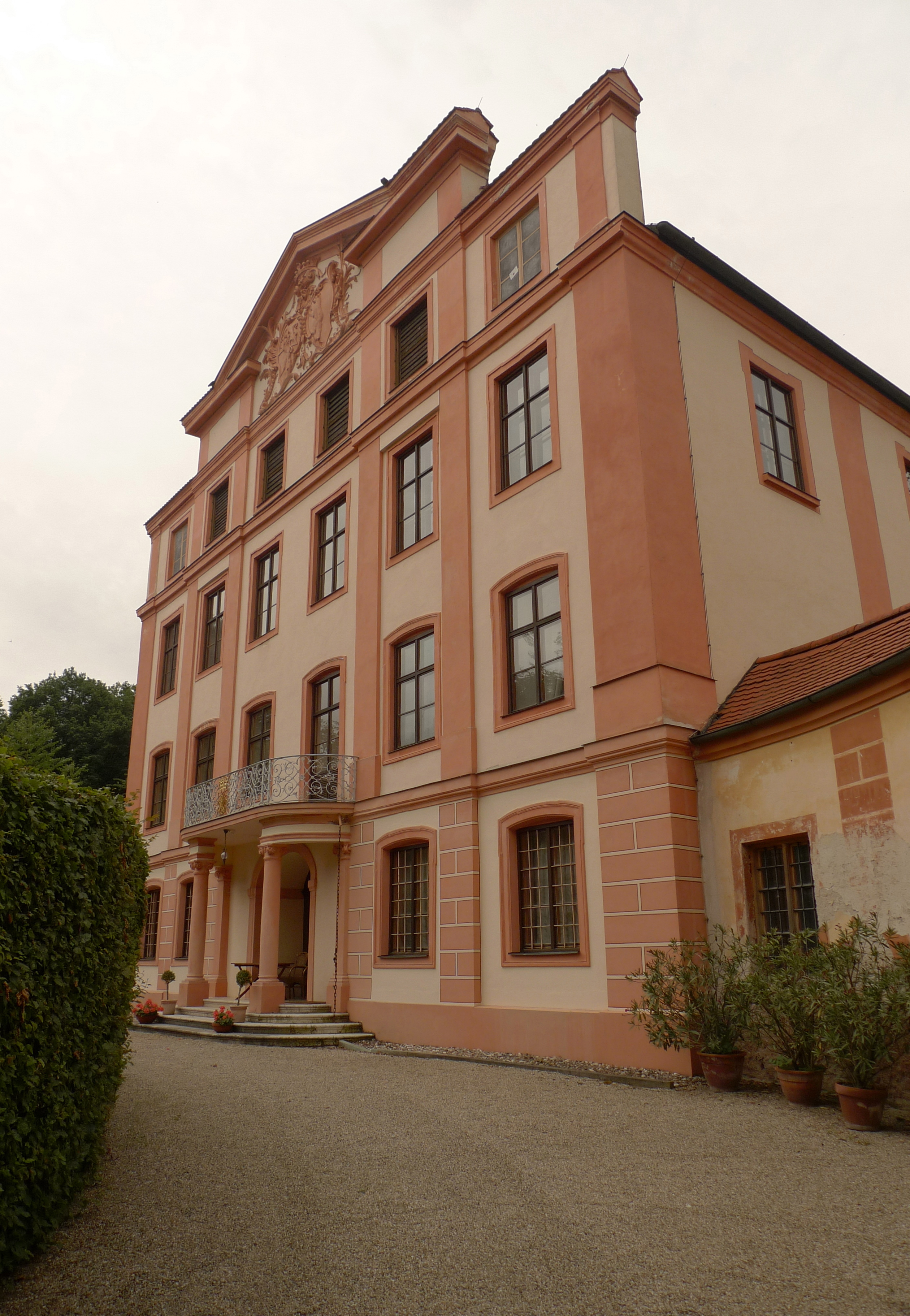
Schloss Rohrbach, Ostfassade

Das spätere Gebiet der Hofmark Rohrbach war im 9. Jahrhundert im Besitz der „Herren von Rohrbach“, die auch als das Geschlecht der „Rorbekher“ bezeichnet wurden. Sie wurden urkundlich erstmals für das Jahr 1125 in Band IX der Monumenta Boica erwähnt. Damals bezeugte „Megingax de Rohrbach“ eine Schenkung an das Kloster Prüfening.
Urkundlich erwähnt wurde die Hofmark Rohrbach erstmals um die Mitte des 15. Jahrhunderts. Sie regelte alle Bedürfnisse der Untertanen, die der Gerichtsherrschaft des Hofmarksherrn unterstanden, der zugleich Grundherr war. Aus dem Jahre 1563 ist eine Ehehaftsordnung bekannt, die u. a. festlegte, dass Stuhlfest und Hochzeitsmahl in der Tafernwirtschaft zu halten sind. Der Wirt war verpflichtet, guten Wein und gutes Bier vorzuhalten, das als „Pfaffenhofer Maß“ auszuschenken war.
Mit Johann, Heinrich und Moritz erlosch 1709 das Geschlecht der Herren von Rohrbach, die als wittelsbachische Ministeriale Bedeutung erlangten, im Mannesstamm. 1711 wurde die Hofmark von Max Emanuel von Bertrand, Graf von Perusa erworben. Ihm folgte 1731 Maximilian Klemens Freiherr von Dürsch auf Rohrbach, Rohr, Gambach und Langweid. Dessen Sohn, Rittmeister Kajetan Freiherr von Dürsch, verkaufte die Hofmark Rohrbach am 1. Januar 1816 dem königlichen Finanzdirektor des Innkreises, Alois Koch. Dieser wurde 1817 durch den bayerischen König Maximilian I. Josef als „Alois Edler von Koch auf Rohrbach und Sünzhausen“ geadelt.
Mit der Verwaltungsneugliederung Bayerns gehörte die Hofmark Rohrbach ab 1803 zum Landgericht Pfaffenhofen im Isarkreis, der 1838 in Oberbayern umbenannt wurde. Durch das Gemeindeedikt vom 17. Mai 1818 entstand die politische Gemeinde Rohrbach. Erst mit der Revolution 1848 in Bayern wurden die Vorrechte der Hofmarksbesitzer beseitigt. Die Bauern erhielten nun die Möglichkeit, ihre bisher im Pachtverhältnis bewirtschafteten Höfe abzulösen und in Besitz zu nehmen.
Zur Hofmark Rohrbach gehörten die Orte Rohr, Rinnberg, Ossenzhausen, Ottersried sowie sechs Höfe von Waal.